# 20e cérémonie des Kids' Choice Awards
La 20e cérémonie des Kids' Choice Awards est une cérémonie américaine où les enfants choisissent leurs stars préférées et s'est déroulée le 31 mars 2007.

## Palmarès (Film)

### Film préféré
- Pirates des Caraïbes : Le Secret du coffre maudit (Pirates of the Caribbean : Dead Man's Chest)
  - Big Mamma 2
  - La Nuit au musée (Night at the Museum)

### Acteur de cinéma préféré
- Adam Sandler pour le rôle de Michael Newman dans Click : Télécommandez votre vie (Click)
  - Johnny Depp pour le rôle du capitaine Jack Sparrow dans Pirates des Caraïbes : Le Secret du coffre maudit (Pirates of the Caribbean : Dead Man's Chest)

### Actrice de cinéma préféré
- Dakota Fanning pour le rôle de Fern Arable dans Le Petit Monde de Charlotte (Charlotte's Web)
  - Keira Knightley pour le rôle de Elizabeth Swann dans Pirates des Caraïbes : Le Secret du coffre maudit (Pirates of the Caribbean : Dead Man's Chest)

### Film d'animation préféré
- Happy Feet

### Voix favorite d'un film d'animation
- Queen Latifah pour la voix originale de Ellie dans L'Âge de glace 2 (Ice Age: The Meltdown)

## Palmarès (Télévision)
- Émission favorite : American Idol
- Actrice télé favorite : Miley Cyrus dans Hannah Montana
- Acteur télé favori : Drake Bell dans Drake et Josh
- Dessin Animé favori : Bob l'éponge

## Palmarès (Musique)
- Musique Favorite : Irreplaceable de Beyonce
- Chanteur Favori : Justin Timberlake
- Chanteuse Favori : Beyonce
- Groupe Favori : The Black Eyed Peas

## Palmarès (Sport)
- Athlète Favori: Shaquille O'Neal

## Palmarès (Divers)
- Jeu Vidéo Favori : SpongeBob SquarePants: Creature from the Krusty Krab
- Livre Favori : Harry Potter et les Reliques de la Mort
- Wannabe Award : Ben Stiller